# Čivićevac
Kanal/potok Čivičevac predstavlja sam kanal Čivićevac s kanalom Matočina. Nema svoj izvor i predstavlja uređen i prokopan kanal u smjeru sjeveristok-istok. S dužinom oko 5 km od potoka Zdelja pokraj naselja Molve teče kao kanal Matočina do blizu grada Đurđevca, točnije do ušća potoka Hotova. Odavde kao kanal Čivićevac u dužini oko 13 km utiče u kanal Rog Strug. Kanal Rog Strug nastaje pokraj naselja Batinske spajanjem kanala Čivićevac i kanala Bistra (spominje se i kao potok Katalenec) i tekući desetak km utiče u Dravu.

## Opis
Kanal/potok je cijelim tokom reguliran i prokopan a nastao je zbog smanjenja mogućnosti poplava jer je još nedugo istočno od Đurđevca sve do rijeke Drave bilo močvarno područje. Dno kanala je muljevito, zbog čega je i voda mutna, obrasla djelomično vodenom travom i drugim biljem. Nizvodno od grada Đurđevac, sad već uz potok, su mnogobrojni kanali i mrtvice starog prirodnog toka, neki s ostacima nekadašnjih mlinova i brana. To je zato što se kanal Čivićevac spaja s potocima obronaka Bilogore. Više o samom nazivu Čivićevac opisano je na stranici Đurđevac.

#### Pritoci
Lijevi pritoci s obronaka Bilogore su Hotova potok (s pritocima Meštričev jarak, Konački jarak, Hotovica potočić, Svetojančan, Turnuški (Mičetinski), Barna (Smeđi potok)). Pritoci, potoci-mrtvice iz močvarnih šuma su Stiska, Jankov jarek, Orlov jarek (s pritokom/kanalom Kobila), Mrtvica Sesvetska i više kanala koji dolaze iz južne močvarne šume. Pokraj naselja Batinske, Čivićevac se spaja s kanalom Bistra (spominje se i kao potok Katalenec) tvoreći kanal Rog Strug, u koji prije ušća u Dravu utiče potok Kopanjek. Tu su još i lijevi močvarni pritoci, potočić-mrtvica-kanal Vintlerovac i potok Katalenec (spominje se i kao Bistra kanal) s pritocima-mrtvicama iz sjeverne močvare Tolnica i Krajnički kanal. Imena ovih potočića su iz starih i novih mapa a neka su lokalna.

#### Ribolov
U potoku Čivićevac, uz stalnu sitniju ribu (klenić), uzvodno iz kanala Rog Strug i Drave, poglavito za većeg vodostaja, dolaze i neke plemenitije vrste riba. U nepresušnim pritocima obronaka Bilogore živi potočni rak.
Na žalost, zbog klimatskih a najviše kojekakvih drugih razloga izazvanih djelovanjem čovjeka, zadnjih godina kanal Čivićevac kao i svi pritoci su sve više zagađeni i siromašniji vodom i ribom.

#### Prirodna botanička područja
Uz kanal se nalaze dva različita zaštićena botanička područja, Đurđevački pijesci (Hrvatska Sahara) i južno su Crni jarci (Crni jarki), šumski, djelomično močvaran rezervat crne johe i drugih vegetacija.